# Daniel Éric Clive Laurent
Pour les articles homonymes, voir Laurent.
Daniel Éric Clive Laurent est une personnalité politique membre du Mouvement socialiste militant (MSM). Il est lord-maire de Port-Louis à Maurice du 27 juin 2017 à juin 2019.

## Biographie
Daniel Éric Clive Laurent est originaire de Résidences-Briqueterie, à Sainte-Croix, où il est domicilié.
Membre du MSM, il est élu en tête de liste dans l’arrondissement n° 7 lors des municipales avant d’être, en 2014, dans l’opposition. Il est réélu en 2015.
À 40 ans, il est élu lord-maire à la salle du conseil municipal de Port-Louis le 27 juin 2017, succédant à Oumar Kholeegan.